# Luis Ibáñez Santiago
Luis Enrique Ibáñez Santiago (Valencia, 8 de noviembre de 1952) es un físico teórico y catedrático español.

## Biografía
Luis Ibáñez se licenció en la Universidad Complutense de Madrid y obtuvo el doctorado en Física por la Universidad Autónoma de Madrid (UAM) en 1978. Realizó después formación postdoctoral en la Universidad de Oxford. En la actualidad (2020) es catedrático de la Universidad Autónoma de Madrid y director del Instituto de Física Teórica, centro mixto de investigación de la UAM y el Consejo Superior de Investigaciones Científicas (CSIC). Desde 1993 ha sido profesor invitado en distintas universidades y centros de investigación del mundo como el CERN, el Kavli Institute for Theoretical Physics de la Universidad de California en Santa Bárbara o el Institute for Advanced Study en Princeton.
Su labor investigadora se ha desarrollado en las teorías de unificación de las cuatro fuerzas fundamentales, en el campo del modelo estándar de la física de partículas y la supersimetría, la teoría de cuerdas en su relación con la física de partículas. Ha publicado más de ciento treinta artículos en revistas científicas de alto impacto con más de veinte mil citas. Su libro publicado más conocido es String Theory and Particle Physics, del que es coautor junto con Angel M. Uranga.
A lo largo de su carrera ha recibido varios galardones y reconocimientos como el Premio Nacional Rey don Juan Carlos I a la Investigación Científico-Técnica en 1986, el Premio Iberdrola de Ciencia y Tecnología 1997, el Premio de Investigación Miguel Catalán 2016 por «la calidad de sus trabajos de investigación en el área de Física de Partículas, concretamente en el desarrollo dentro del modelo estándar que está en la base de la evolución y comprensión del universo; así como su repercusión internacional y la captación de fondos altamente competitivos». o el Premio Nacional de Investigación Blas Cabrera 2020 «por su labor investigadora en el ámbito de las teorías de la supersimetría, teoría de las cuerdas y de la supergravedad, campos a los que ha contribuido a través de investigaciones pioneras en trabajos de referencia para la concepción actual de la Física de Partículas. Dicha trayectoria científica ha supuesto, a su vez, una relevante aportación al posicionamiento de la Física española a nivel internacional».